# Mindalssjön
Mindalssjön är en sjö i Nykvarns kommun i Södermanland och ingår i Tyresån-Trosaåns kustområde. Sjön har en area på 0,118 kvadratkilometer och ligger 28 meter över havet.

## Delavrinningsområde
Mindalssjön ingår i det delavrinningsområde (656150-160232) som SMHI kallar för Utloppet av Måsnaren. Medelhöjden är 41 meter över havet och ytan är 39,67 kvadratkilometer. Det finns inga avrinningsområden uppströms utan avrinningsområdet är högsta punkten. Avrinningsområdets utflöde Bränningeån mynnar i havet. Avrinningsområdet består mestadels av skog (49 procent), öppen mark (13 procent) och jordbruk (13 procent). Avrinningsområdet har 4,67 kvadratkilometer vattenytor vilket ger det en sjöprocent på 11,8 procent. Bebyggelsen i området täcker en yta av 4,4 kvadratkilometer eller 11 procent av avrinningsområdet.